# Zły porucznik
Zły porucznik (tytuł oryginalny Bad Lieutenant) – amerykański film fabularny (dramat kryminalny) z 1992 roku w reżyserii Abla Ferrary.

## Fabuła
Film opisuje historię skorumpowanego oraz uzależnionego od narkotyków i hazardu nowojorskiego porucznika (Harvey Keitel), który przejmuje reguły postępowania i styl życia bandytów, wśród których się obraca. Mężczyzna bardziej przypomina przestępcę niż stróża prawa. Punktem zwrotnym w jego życiu okazuje się śledztwo w sprawie zgwałconej zakonnicy. Postawa ofiary zmusza go do refleksji.

## Obsada
- Harvey Keitel jako porucznik
- Victor Argo jako policjant
- Paul Calderon jako policjant
- Leonard L. Thomas jako policjant
- Robin Burrows jako Ariane
- Frankie Thorn jako zakonnica
- Victoria Bastel jako Bowtay
- Paul Hipp jako Jesus
- Zoë Lund jako Zoe
- Vincent Laresca jako JC

## Twórcy filmu
- Zdjęcia: Ken Kelsch
- Scenariusz: Zoe Tamerlis Lund, Abel Ferrara
- Muzyka: Joe Delia

## Produkcja
Zdjęcia do filmu kręcono w Nowym Jorku, a okres zdjęciowy trwał od 8 października do 4 listopada 1991 roku.

## Odbiór
Film Zły porucznik spotkał się z pozytywną reakcją krytyków. Agregujący recenzje filmowe serwis Rotten Tomatoes, w oparciu o czterdzieści omówień, okazał obrazowi 75-procentowe wsparcie (średnia ocena wyniosła 7 na 10). Na portalu Metacritic średnia ocen z 19 recenzji wyniosła 70 punktów na 100.

### Nagrody i nominacje
| Rok  | Miejsce                                          | Nagroda            | Kategoria         | Odbiorcy i nominowani          | Wynik     |
| ---- | ------------------------------------------------ | ------------------ | ----------------- | ------------------------------ | --------- |
| 1993 | 9. ceremonia wręczenia Independent Spirit Awards | Independent Spirit | Najlepszy aktor   | Harvey Keitel                  | wygrana   |
| 1993 | 9. ceremonia wręczenia Independent Spirit Awards | Independent Spirit | Najlepszy film    | Edward R. Pressman i Mary Kane | nominacja |
| 1993 | 9. ceremonia wręczenia Independent Spirit Awards | Independent Spirit | Najlepszy reżyser | Abel Ferrara                   | nominacja |